# جان باتيست فورست
جان باتيست فورست (بالفرنسية: Jean-Baptiste Forest)‏ هو رسام فرنسي، ولد في 5 يونيو 1635 في باريس في فرنسا، وتوفي بنفس المكان في 17 مارس 1712.